# 3 Inches of Blood
3 Inches of Blood est un groupe canadien de heavy metal, originaire de Victoria, en Colombie-Britannique. Formé en 2000 à Vancouver, au Canada. Il se composait de Jamie Hooper, Cam Pipes et Justin Hagberg comme chanteurs (ce dernier étant également guitariste), Shane Clark à la guitare, Ash Pearson à la batterie.
Les principaux thèmes du groupe sont la piraterie, les guerres et l'heroic fantasy. Le groupe compose une musique qui est un mélange de diverses influences, dont Iron Maiden, Running Wild et d'autres groupes provenant de la vague NWOBHM.
Le groupe est connu pour avoir peur des températures froides, ayant annulé plusieurs concerts pour des raisons de météo, particulièrement dans la province de Québec, au Canada. Le groupe se sépare en 2015 pour des raisons personnelles.

## Biographie

### Débuts etBattlecry Under a Wintersun
Le groupe est à l'origine un projet solo du chanteur Jamie Hooper avant l'arrivée de Cam Pipes. Hooper, Sunny Dhak, et Bobby Froese, ainsi que Geoff Trawick et Rich Trawick à la batterie et à la basse, se réunissent lors d'un concert d'anciens groupes ; cependant, les choses ne se passent pas comme prévu avec l'écriture de nouvelles chansons orientées heavy metal traditionnel, et décident de changer de nom. À cette période, le compagnon de chambre de Rich Trawick, Steve Bays (claviériste pour Hot Hot Heat), entend leur première démo et leur suggère son ami de longue date Cam Pipes pour le chant clair,. Pipes, qui était choriste de son école à 10 ans, entreprend le chant supplémentaire dans ce qui deviendra leur EP, Sect of the White Worm, dans l'appartement de Trawick et Bays, et deviendra membre permanent.
Leur premier album, Battlecry Under a Wintersun, est enregistré en 2002, et publié en coopération avec les labels Teenage Rampage et Fashion Before Function. Il est plus tard remasterisé et réédité sous le propre label du groupe, Minion Music. L'album est un succès modéré dans le marché canadien. Le groupe devient cependant reconnu à l'échelle internationale notamment au Royaume-Uni où ils jouent en tournée avec The Darkness. Ils signent au label Roadrunner Records en 2004.

### Advance and Vanquish

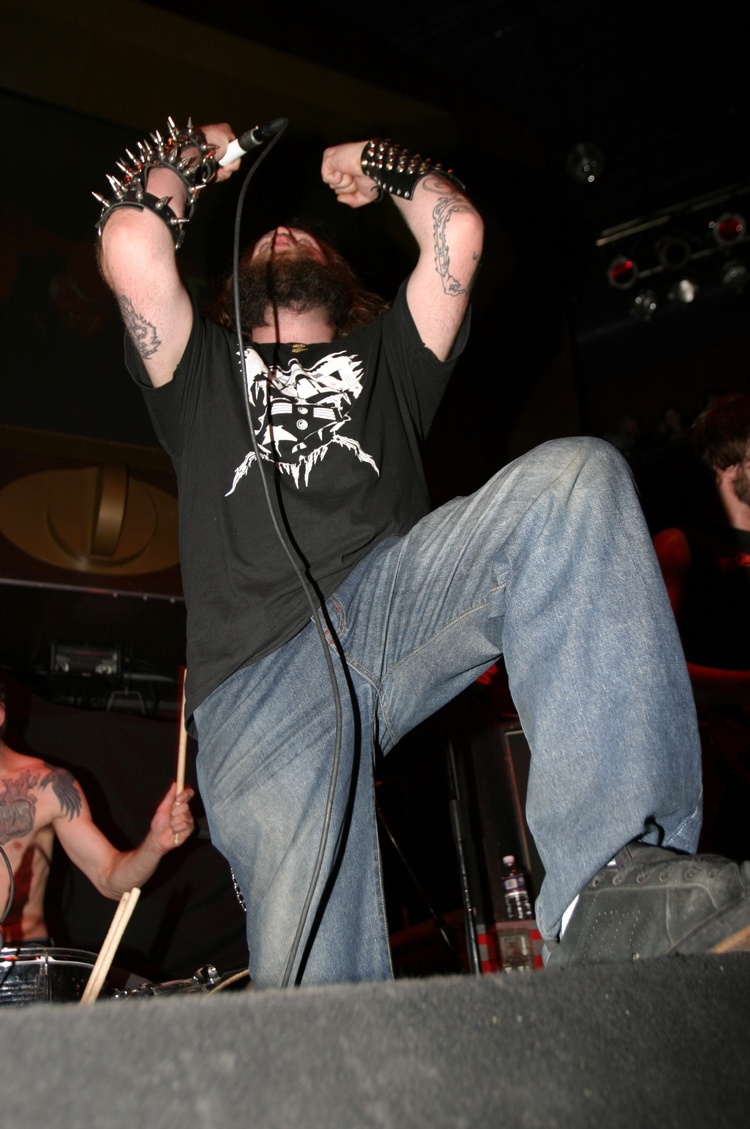
Cam Pipes sur scène.

En 2004, Geoff Trawick (batteur original) et son frère Rich Trawick (bassiste original) quittent le groupe à cause de divergences personnelles avec le reste des membres et à cause de différents professionnels avec Roadrunner Records. Matt Wood du groupe de doom/sludge/noise Goatsblood, et Brian Redman les remplace. Les guitaristes Sunny Dhak et Bob Froese quittent le groupe peu avant les enregistrements en juillet 2004 car ils ne pouvaient pas tourner sans résoudre leurs problèmes personnels. Ils lanceront alors Bloodstone Press, aun magasin. Ils mettent la clé sous la porte, et ensemble avec Mike Payette (l'un des quatre co-gérants du magasin Bloodstone Press) et Matt Wood (aussi un ancien membre de 3 Inches of Blood depuis juillet 2005, remplacé par Alexei Rodriguez), ils forment le groupe de rock Pride Tiger.
Le groupe joue une musique plus orientée rock des années 1970. Sunny et Bobby sont remplacés par Justin Hagberg, ancien membre de Pipes in Allfather, un groupe de black metal, et Shane Clark. Roadrunner publie la chanson Deadly Sinners, issue de leur deuxième album, Advance and Vanquish, qui apparait sur plusieurs samplers, compilations, et même dans trois jeux vidéo (Tony Hawk's Underground 2, Saints Row 2, et Brütal Legend), leur permettant de se populariser encore plus et de participer à la tournée Road Rage en août avec des groupes comme Machine Head et Chimaira.
Toujours en 2005, Justin Hagberg enregistre les morceaux de guitare sur les chansons Dawn of a Golden Age et I Don't Wanna Be (A Superhero) por Roadrunner United: The All Star Sessions. En octobre 2006, le groupe ouvre en concert pour Iron Maiden pendant leur tournée américaine de A Matter of Life and Death World Tour. Le concert est organisé au Verizon Wireless Amphitheatre à Irvine, en Californie.

### Fire Up the Blades
Le groupe écrit son troisième album dans son intégralité à Tacoma, Washington et joue de nouvelles chansons à plusieurs endroits dans Washington. En décembre 2006, le groupe s'attèle à l'écriture de l'album aux Armoury Studios, qu isera intitulé Fire Up the Blades, avec Joey Jordison, batteur de Slipknot à la production. Une démo de Goatrider's Horde est enregistrée à Seattle au printemps 2006 puis mise en streaming sur le site web de Roadrunner Records. Une autre démo, de Night Marauders, apparait dans la cinquième compilation de Battle Metal, qui accompagne le magazine Metal Hammer.
Le groupe tourne aux États-Unis en janvier et février 2007 en soutien à Cradle of Filth avec The 69 Eyes et tourne, en mars, au Royaume-Uni avec Biomechanical. Le 22 mars 2007, le groupe est confirmé pour l'Ozzfest. Le 6 avril 2007, le site web du groupe est renouvelé. Avant la sortie de Fire Up the Blades, le groupe présentait un album « plus sombre et dangereux » que leur album Advance and Vanquish. « Cet album est grandement influencé par la bière, les bangs et après avoir écouté du black metal dans le noir », explique Hooper. Fire Up the Blades est publié au Japon le 28 mai 2007, et à l'international le 26 juin 2007. À l'Ozzfest, Jamie Hooper se retrouve dans l'incapacité de chanter à cause de problèmes de gorge qui, si mis à contribution, pourrait lu ifaire perdre la voix.
À la suite d'une bagarre avec le batteur de Saxon Nigel Glockler, le 10 novembre 2007, au festival britannique Hard Rock Hell, 3 Inches of Blood renvoie le batteur Alexei Rodriguez et s'excuse pour son comportement.

### Here Waits Thy Doom

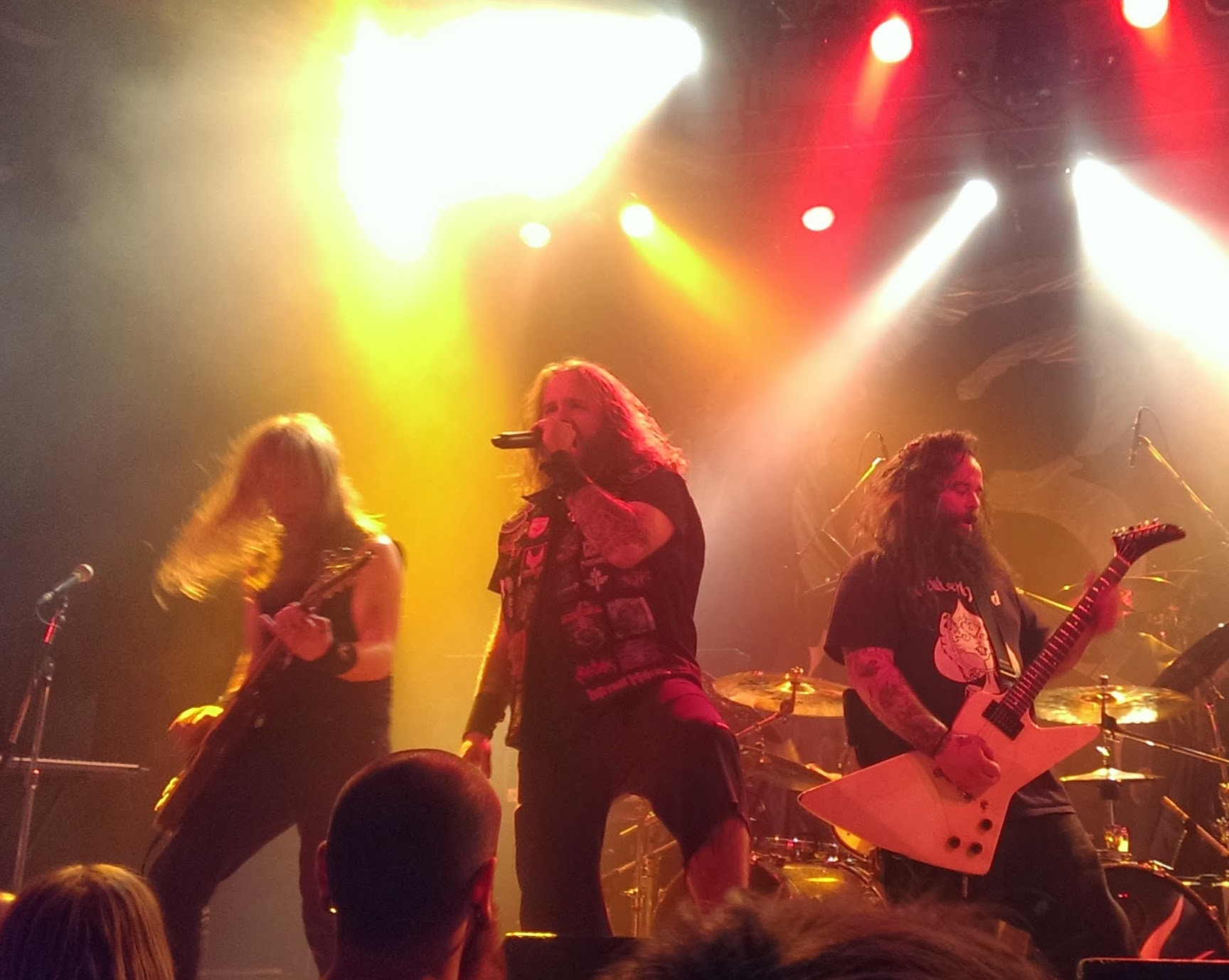
3 Inches of Blood, lors d'un concert à Toronto.

Jamie Hooper quitte le groupe à la fin de 2008 et ne participe à Here Waits Thy Doom. Hagberg prendra alors le chant guttural.
La chanson Beware the Preacher's Daughter fait participer les quatre membres du groupe canadien Bison BC (James Farwell, Dan And, Masa Anzai et Brad MacKinnon) au chant et aux chœurs. 3 Inches of Blood participe au Mayhem Festival en 2010. Le 9 septembre 2010, le groupe publie un clip de la chanson Silent Killer. Une nouvelle chanson, Lords of Change, sera publiée sur Facebook avant la sortie de leur album Anthems for the Victorious.

### Long Live Heavy Metalet séparation
Le 26 mars 2012, le groupe publie son album, Long Live Heavy Metal, en Amérique du Nord. Cam Pipes et Justin Hagberg se chargent du chant avec Justin Hagberg, et Shane Clark et Ash Pearson des instruments.
Le 2 juin 2015, le groupe annonce sa séparation après deux concerts qui prendront place les 7 et 8 novembre 2015. Ils se déroulent au Commodore Ballroom de Vancouver.

## Membres

### Derniers membres
- Cam Pipes – chant (2001–2015)
- Shane Clark – guitare (2004–2015)
- Justin Hagberg – guitare, chant guttural (2008–2015)
- Nick Cates – basse (2006–2009, 2015)
- Ash Pearson – batterie (2007–2015)

### Anciens membres
- Jamie Hooper – chant guttural (1999–2008)
- Sunny Dhak – guitare (1999–2004)
- Bobby Froese – guitare (1999–2004)
- Rich Trawick – basse (1999–2004)
- Geoff Trawick – batterie (1999–2004)
- Jay Watts - guitare (1999–2000)
- Brian Redman – basse (2004–2006 ; décédé en 2009)[20]
- Matt Wood – batterie (2004–2005)
- Alexei Rodriguez – batterie (2005–2007)

### Membres live
- Steve Ericson – basse (2009–2011)
- Aaron « Boon » Gustafson – basse (2011)
- Byron Stroud – basse (2012–2013)
- Pete Griffin – basse (2013)
- Matt C - batterie (2007)